# 우당산
우당산(무당산, 중국어 간체자: 武当山, 정체자: 武當山, 병음: Wǔdāng Shān)은 중화인민공화국 후베이성 서북부에 위치한 산으로 높이는 1,612m이다. 우당산의 건축물들은 당나라 때부터 건설되기 시작되었지만 원나라 때에 파괴되었다. 명나라 때에 수십만 명을 동원하여 12년 동안에 걸친 대규모 토목공사가 진행되어 오늘날과 같은 많은 건축물들을 완성했다. 1994년 세계문화유산에 등록되었다.
호북(湖北) 무당산(武當山)은 선실산(仙室山), 또는 사라산(謝羅山)이라 불리고 있는 무당산은 현악(玄嶽)이라고 불리기도 했다. 도가(道家)의 성지(聖地)이기 때문에 유저하고 현하다는 뜻을 지닌 검을 현(玄)자의 거악(巨嶽)으로 불리고 있는 것이다.
무당산에는 수많은 봉우리가 있는데, 가장 높은 봉우리는 천주봉(天柱峰)이었다. 그곳은 금정(金頂)이라고도 불렀다. 사천(四川) 아미산(峨嵋山)의 꼭대기가 금정이라고 불리는 것과 같이 천주봉도 금정이라고 불리는 것이다. 천주봉에는 도교의 삼청을 모신 삼청관(三淸觀)이라는 거대한 도관(道觀)이 있다.

## 같이 보기
- 무당파